# Тодоров, Михаил
Михаил Михайлов Тодоров известный, как Мишо Тодоров (15 сентября 1890, Сливен, Княжество Болгария — 21 апреля 1967, БНР) — болгарский композитор, дирижёр, музыкальный педагог, пианист, общественный деятель.

## Биография
В 1912 окончил Женевскую консерваторию. Учился музыке также в Дрездене (Германия). После возвращения в Болгарию, до 1956 года работал учителем музыки в Сливенской мужской средней школе.
В 1926 году основал в Сливене музыкальную школу, директором которой был до 1950 года. После освобождения страны от фашизма — один из основателей Сливенской любительской оперы, где был дирижёром и почётным председателем. Активно участвовал в музыкальной жизни Сливена как музыкант-пианист.

## Творчество
В 1912—1931 годах написал 12 оперетт. Среди них: «Маленькая продавщица спичек», «Ветряная мельница» (1915, «Шуменское опереточное товарищество»), «Мудрый царь» (1915, там же),
М. Тодоров — автор двух опер, поставленных в Сливене: «Севдалина» и «Иванко» (незаконченная, исполнялся 1-й акт). Писал музыку к спектаклям Сливенского театра.
Дирижировал операми: «Трубадур», «Риголетто», «Русалка», «Проданная невеста»; «Цвета» Атанасова и др.